# Xian autonome yi, hui et miao de Weining
Le xian autonome yi, hui et miao de Weining (威宁彝族回族苗族自治县 ; pinyin : Wēiníng yízú huízú miáozú Zìzhìxiàn) est un district administratif de la province du Guizhou en Chine. Il est placé sous la juridiction de la préfecture de Bijie.

## Démographie
La population du district était de 1 263 816 habitants en 2010 sur une superficie de 6 296 km2. La ville de Weining, destination particulièrement prisée pour les amateurs d’ornithologie, compte environ 60 000 habitants, et s'étend sur environ 15 km2.